# Eduard Sthamer
Eduard Sthamer (* 26. Dezember 1883 in Hamburg; † 28. April 1938 in Berlin) war ein deutscher Historiker, der sich besonders der Verwaltungsgeschichte des staufischen und angiovinischen Königreichs Sizilien gewidmet hat.

## Leben und Wirken
Der Sohn eines Chirurgen studierte nach dem Abitur am Johanneum an den Universitäten Jena, Leipzig, Würzburg und Marburg. Nach der Promotion bei Alexander Cartellieri in Jena im Mai 1907 über Erzbischof Johann II. von Mainz und die Absetzung König Wenzels wurde er im Oktober dieses Jahres Volontär am Preußischen Historischen Institut in Rom, 1909 wissenschaftlicher Hilfsarbeiter und 1911 Assistent, war aber seit dem 1. April 1908 nach Neapel abgeordnet, um im dortigen Archivio di Stato di Napoli die Materialien zur staufischen und angiovinischen Geschichte, vor allem die originalen Register, zu erschließen. Im Mittelpunkt stand die Geschichte der Kastellbauten Friedrichs II. und Karls I. in Ergänzung zu den kunsthistorischen Studien von Arthur Haseloff. Gefördert wurden diese Forschungen von dem italienischen Politiker und Historiker Giustino Fortunato (1848–1932), der aus Rionero in Vulture stammte. Der Erste Weltkrieg und die Schließung des Instituts 1915 unterbrachen diese Arbeiten, die nach Kriegsende nicht sofort wieder aufgenommen werden konnten. 1919 wurde er Bibliothekar der Preußischen Akademie der Wissenschaften in Berlin, gleichzeitig erhielt er den Professorentitel. Er war korrespondierendes Mitglied der Accademia Pontaniana in Neapel.
Bei seinen Forschungen über staufische Kastelle hatte Sthamer vor dem Zweiten Weltkrieg die Register Friedrichs II. ausgiebig herangezogen. Sthamer erstellte Abschriften und Aufzeichnungen. Er gab außerdem Fotos in Auftrag. Das Registerfragment verbrannte 1943. Seine Materialien bilden daher eine bedeutende Grundlage für eine moderne Edition des Registers Friedrichs II.

## Schriften (Auswahl)
- Beiträge zur Verfassungs- und Verwaltungsgeschichte des Königreichs Sizilien im Mittelalter. Herausgegeben und eingeleitet von Hubert Houben mit Registern von Andreas Kiesewetter. Scientia, Aalen 1994, ISBN 3-511-09231-0.
- Die Verwaltung der Kastelle im Königreich Sizilien unter Kaiser Friedrich II. und Karl I. von Anjou. Leipzig 1914 (online), 2. Auflage mit einer Vorbemerkung von Arnold Esch, Niemeyer, Tübingen 1977, ISBN 3-484-70016-5.
  - L’amministrazione dei castelli nel Regno di Sicilia sotto Federico II e Carlo I d’Angiò. Traduzione di Francesco Panarelli; presentazione di Cosimo Damiano Fonseca; con prefazione e a cura di Hubert Houben. M. Adda, Bari 1995, ISBN 88-8082-223-3.
- Dokumente zur Geschichte der Kastellbauten Kaiser Friedrichs II. und Karls I. von Anjou. Band I: Capitinata (Capitanata) (online). Band II: Apulien und Basilicata (online). Nachdruck der Ausgaben Leipzig 1912 und 1926 in einem Band mit einer Vorbemerkung von Arnold Esch. Niemeyer, Tübingen 1977, ISBN 3-484-70038-6.